# Havré

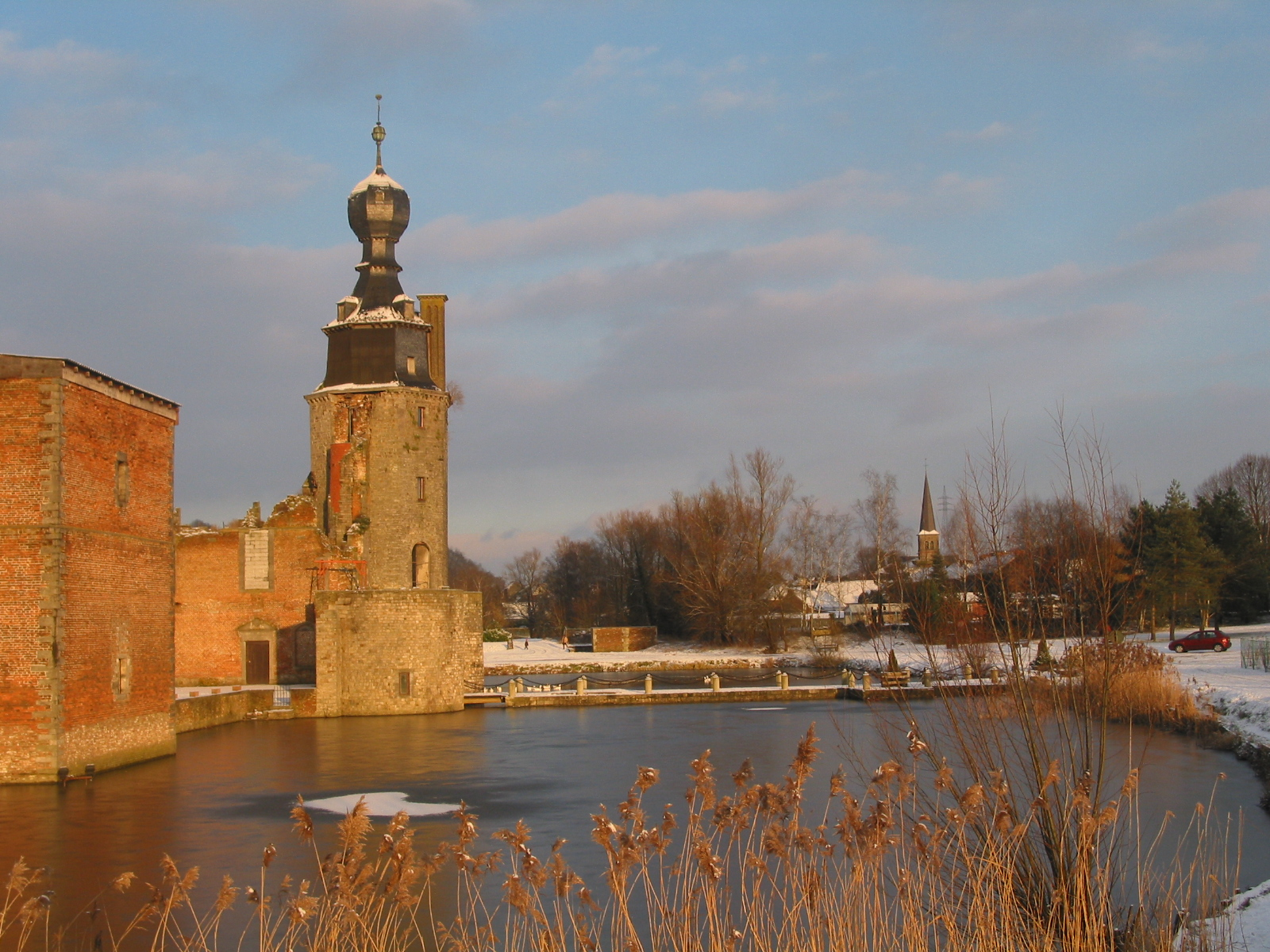
Havré, ruïnes del castell

Havré és un antic municipi de Bèlgica, a la província d'Hainaut de la regió valona que el 1977 va integrar-se al comú de Mons. Té 5390 habitants el 1990. El canal del Centre rega el poble.

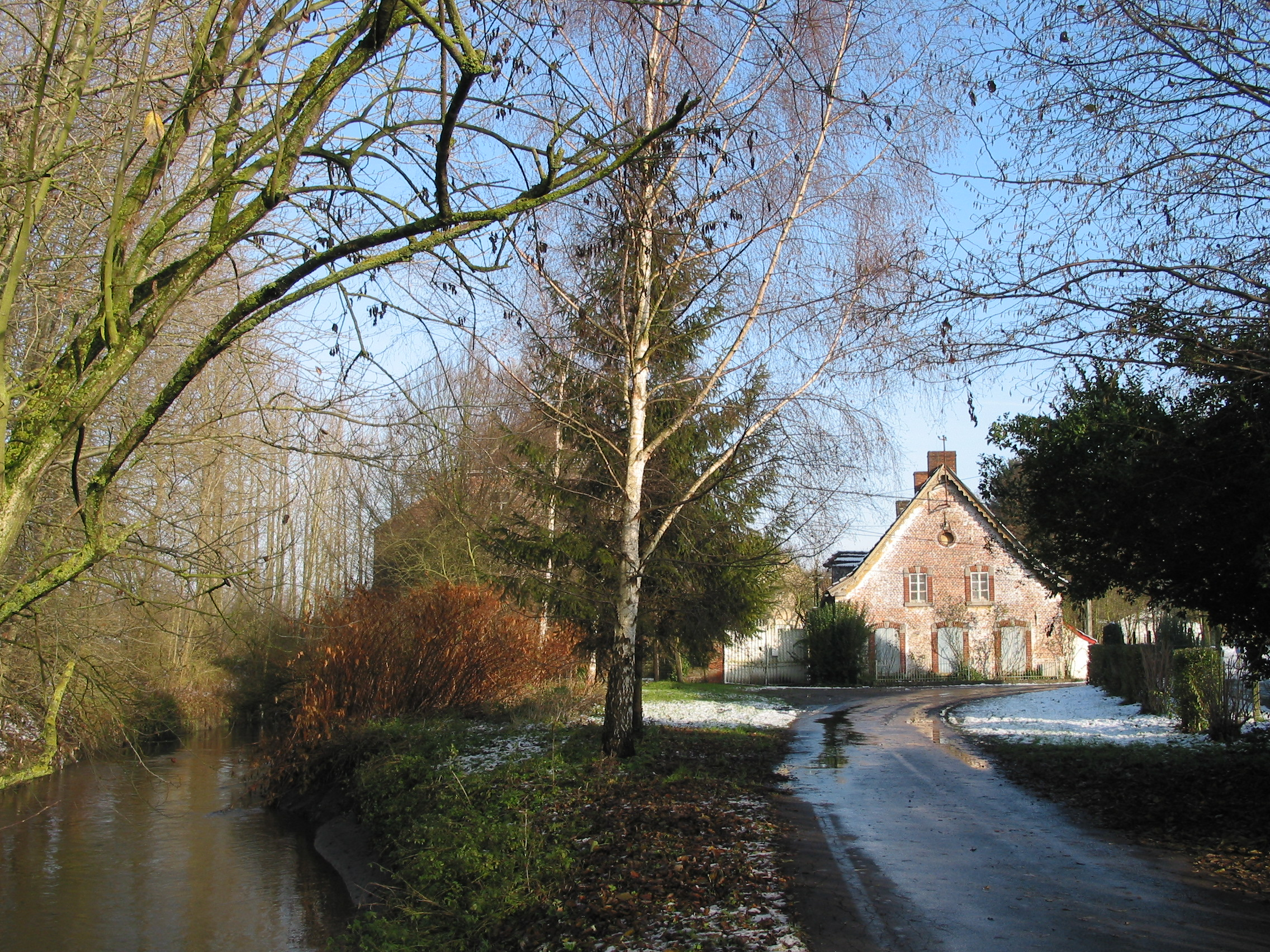
El molí d'Havré

Fins a l'ocupació francesa del 1995, el poble era un feu de diverses famílies nobles, de les quals l'última era la dels De Croÿ. Al segle xix, era un poble ric per la seva indústria: mines de carbó i de fosfat, pedrera, adoberia, fàbrica de pólvora… Després de l'ocàs de la indústria tradicional que va començar als anys seixanta del segle passat, el poble va convertir-se en dormitori per a les ciutats de Brussel·les i Mons.